# Courtauly
Courtauly település Franciaországban, Aude megyében. Lakosainak száma 76 fő (2022. január 1.). Courtauly La Bezole, Corbières, Peyrefitte-du-Razès, Pomy, Saint-Benoît, Sonnac-sur-l’Hers és Villelongue-d’Aude községekkel határos.

## Népesség
A település népessége az elmúlt években az alábbi módon változott:
| Lakosok száma | 76   | 61   | 64   | 74   | 72   | 70   | 73   | 76   | 77   | 76   |
|               | 1968 | 1982 | 1990 | 2006 | 2013 | 2015 | 2017 | 2019 | 2020 | 2022 |